# Пантенбург
Пантенбург (њем. Pantenburg) општина је у њемачкој савезној држави Рајна-Палатинат. Једно је од 107 општинских средишта округа Бернкастел-Витлих. Према процјени из 2010. у општини је живјело 252 становника. Посједује регионалну шифру (AGS) 7231104.

## Географски и демографски подаци
Пантенбург се налази у савезној држави Рајна-Палатинат у округу Бернкастел-Витлих. Општина се налази на надморској висини од 430 метара. Површина општине износи 5,0 km². У самом мјесту је, према процјени из 2010. године, живјело 252 становника. Просјечна густина становништва износи 51 становника/km².